# Valle de Tabladillo
Valle de Tabladillo è un comune spagnolo di 153 abitanti situato nella comunità autonoma di Castiglia e León.